# Alburnoides petrubanarescui
Alburnoides petrubanarescui — вид коропоподібних риб роду Бистрянка (Alburnoides) родини Ялецеві (Leuciscidae). Названий на честь румунського іхтіолога Петре Мігая Бенереску, що помер у 2009 році. Вид є ендеміком озера Урмія в Ірані. Розмір тіла сягає 8,9 см завдовжки.